# Prapratna
Prapratna (cnr. i srp. Прапратна, grč. Πραπράτοις) je prijestolnica i župa za doba Dukljanskoga kraljevstva, između Bara i Ulcinja.
Prema popisima bizantskoga kroničara Ivana Skilice dukljanski kralj Mihailo (vladao 1046. – 1081.) je u Prapratni imao dvor.
No, Prapratna se u Glavi XXXVIII. Ljetopisa popa Dukljanina  spominje i prije Mihaila, za vrijeme kneza Vojislava, njegovog oca i dukljanskog vladara od 1018. do 1043. godine
Vojislavljev je i pokopan 1043. u dvorskoj kapeli Svetoga Andrije u Prapratni.  
Opatija u Prapratni bila je posvećena Svetim Sergiju i Vakhu.